# Padre Robson de Oliveira
Padre Robson de Oliveira Pereira (Trindade, 26 de abril de 1974) é um sacerdote brasileiro e mestre em Teologia Moral. Foi reitor da Basílica do Divino Pai Eterno, ex-presidente da Vila São Cottolengo e por muitos anos, uma das figuras mais proeminentes da devoção ao Divino Pai Eterno no Brasil.
Durante sua trajetória como membro da Congregação do Santíssimo Redentor, exerceu cargos de liderança por mais de uma década: foi Conselheiro Provincial por três mandatos consecutivos, Vice-Provincial (2012–2014) e Provincial (2015–2018) da então Província Redentorista de Goiás, atualmente denominada Província Redentorista de Brasília.
Nesse período, também presidiu a Associação Filhos do Pai Eterno (Afipe), responsável por administrar doações que ultrapassavam R$ 20 milhões mensais e por organizar uma das maiores romarias católicas do país.

## Biografia
Nascido em Trindade em 26 de abril de 1974, ingressou no seminário aos 14 anos e foi ordenado sacerdote aos 24. Atuou na Pastoral de Vocações e na formação de jovens para a vida religiosa antes de seguir para a Europa, onde cursou Teologia Moral na Universidade Lateranense, em Roma. Após retornar, assumiu o cargo de reitor do Santuário Basílica do Divino Pai Eterno.
Em 2010, lançou seu primeiro álbum musical, Nos Braços do Pai, gravado no Santuário Basílica.

## Investigação
Em 21 de agosto de 2020, o Ministério Público do Estado de Goiás (MP-GO) deflagrou a operação "Vendilhões", que investigava possíveis irregularidades na Afipe. Foram cumpridos 16 mandados de busca e apreensão em imóveis ligados ao padre Robson.
Após a operação, padre Robson pediu afastamento de suas funções. Em 6 de outubro de 2020, o Tribunal de Justiça do Estado de Goiás arquivou, por unanimidade, o inquérito contra ele.
Em setembro de 2024, o Supremo Tribunal Federal também manteve o arquivamento do processo.
Em pronunciamento oficial, afirmou ter sido vítima de uma “agressão absurda”, denunciando o que classificou como exposição indevida da sua vida pessoal.

## Obra de Cristo
A Obra de Cristo é uma associação religiosa fundada em março de 2024 por padre Robson em São José do Rio Preto, com foco em espiritualidade, evangelização e formação cristã.

A Diocese de Mogi das Cruzes, onde padre Robson foi acolhido em 2023, declarou que a Obra de Cristo é uma associação civil, sem vínculo canônico com a Igreja local.